# Доганхисар
 Тази статия е за селото в Гърция.  За града в Турция вижте Доганхисар (Турция).  
Доганхисар или Доган Хисар (в местния български диалект името е с редукция – Дуганхисар, форма, която също се среща в литературата, на гръцки: Αισύμη, Есими; на турски: Doğanhisar) е село в Република Гърция, дем Дедеагач (Александруполи), област Източна Македония и Тракия с 289 жители (2001).

## География
Селото е разположено в историческата област Западна Тракия на 25 километра северно от демовия център Дедеагач (Александруполи), в южното подножие на ниската планина Пеперуда (Вуна Евру).

## История
Според някои автори Доганхисар вероятно е съществувало през XI век под името Аетос – аетос на гръцки означава орел, а Доган Хисар на турски – соколова крепост.
По време на османското владичество Доганхисар е чисто българско село. В края на XVI или в началото на XVII век доганхисарски преселници основават голямото българско село Булгаркьой, Кешанско, Източна Тракия. През следващите векове Доган Хисар е един от основните центрове на разселване на българи в Западна и Източна Тракия. Доганхисарци участват в заселването на селата Кушланли (днес Ксилагани) и Караагач (XVIII-XIX век), Гюмюрджинско, Българско Ясьорен и Хасарли (около 1850), Еноско и други. През 1861 – 1864 г. български семейства от Доганхисар откупуват турски чифлици и заселват селата Денизли (днес Пелагия), Гюмюрджинско, и Мерхамли (днес Пеплос), Ференско.
През 1830 година в селото има 400 български къщи, а в 1878 г. според „Етнография на вилаетите Адрианопол, Монастир и Салоники“ в Доганхисар живеят 340 български семейства с 1650 души.
През Възраждането Доганхисар е едно от селата в Западна Тракия с най-силен български дух. В 1844 година в него е роден видният български хайдутин и революционер капитан Петко войвода.
След 1878 година жителят на селото Вълчо Калоянов става член на идаре меджлиса в Дедеагач, а неговият брат Петко Калоянов – мюдюрин на мюдюрлука в Доганхисар. Според гръцки оценки от 1882 г. Доган Хисар е „център на панбългарска пропаганда“.
В края на XIX век доганхисарчани отказват да доставят храна за своя сметка на изпратените от османските власти 6 жандарми и изпращат жалба за отстраняването им. Впоследствие и други български села в Дедагачка каза последват примера на Доган Хисар. Жителите на селото участват активно и в съпротивата на Вътрешната македоно-одринска революционна организация срещу османската власт. В 1898/1899 година Стоян Калоянов основава в селото комитет на ВМОРО. В края на 1902 година в селото идва Константин Антонов, който дава тласък на революционната дейност. Активни дейци на революционния комитет са Коста Ласков, Киро Челеков, Коста Бояджиев, Георги Пандъров, Гроздю Чолакът, Георги Пейков, Груд Вълчев Маджара, Вълчо Т. Ласков, Неделчо Комневъ Леков, като основен негов двигател е Коста Комнев Карабашев. В 1902 година селото става средище на Дедеагачкия околийски комитет на организацията и трима доганхисарчани – Георги Пъндъров, Грозю Чолаков и Коста Ласков, влизат в петчленния комитет.
При избухването на Балканската война през 1912 година трима души от селото стават доброволци в Македоно-одринското опълчение.
"Доганхисар играе ключова роля за съдбата на българите от Западна Тракия по време на трагичните събития през 1913 г. Още на 29 юли в селото пристига войводата Димитър Маджаров, събира общинското ръководство и старейшините и заявява: „В момента ние не сме поданици нито на султана, нито на Фердинанда – оставени сме на произвола на съдбата. Предлагам село Доганхисар заедно със селата, които влизат в състава на общината, да обявим за самостоятелна държава, която ще наречем „Република Доганхисар“. Тя ще се управлява от тричленка начело с кмета на Доганхисар – Ангел Карамитрев. Това се казва в решение № 1, а с решение № 2 се съставят четири комисии и се назначава Димитър Маджаров за началник на гарнизона. Доганхисар подпомага организирането на отбраната на околните български села. Известно е, че по молба на кмета на Сачанли „Републиката“ изпраща пушки и патрони на сачанлийци и манастирци. Доганхисарци дават подслон и организират изхранването на бягащото население от разорените вече села. Тук се събират близо 7000 души. Но не за дълго. След разгрома на Манастир и Сачанли, съответно на 4 и 5 септември, идва ред и на Доганхисар. Селото е нападнато на 9 септември. Битката трае 6 часа, но силите са неравни. Ангел Карамитрев бие църковната камбана – сигнал хората да напуснат къщите си и да бягат към Дедеагач. Турците съсичат с ятаганите когото срещнат по улиците и подпалват първите къщи. Жертвите са много. Китното село е в пламъци. Доганхисар гори.
В Дедеагач се събира голямо множество народ. Броят му, според различните източници, възлиза от 18 000 до 25 000. Тук са прокудените от родните огнища, вече бежанци, българи от Малък и Голям Дервент, Манастир, Сачанли, Доганхисар и всички околни български села. Нещастните тракийци, оставили къщите си в пепел и мъртвите тела на своите близки непогребани, търсят избавление от турците чрез западните консули. Английският – Бадета, френският – Такела, немският – Шенкер, обещават да ги спасят и добронамерено съдействат за това. Особено френският – Такела. Но когато се убеждават, че турските власти имат грозното намерение да унищожат българите и че не са в състояние да им помогнат, оттеглят гаранцията за спасение и фактически оставят населението в ръцете на турците. А те още с влизането си в Дедеагач на военната рампа на гарата съсичат 18 българи, които са искали само да се присъединят към останалите, устроили се временно в казармите и на открито в покрайнините на града. И след като гърците предават града на турците, от които бяга нещастното българско население, оставало едно-единствено решение от безизходното положение. Да търсят спасение в пределите на „Стара“ България. И тръгват...
Според статистиката на професор Любомир Милетич в 1912 г. в селото има 400 екзархийски български семейства. Анастас Разбойников посочва 640 български къщи в 1912 г. и 300 – в 1920 г., когато Западна Тракия е под управлението на Антантата.

### Просветно дело
В 1871 г. в селото е открито българско начално училище с учител Васил Чакъров. През учебната 1886 – 1887 г. в това училище се обучават 49 ученици. През учебната 1906 – 1907 г. броят на учениците в българското училище в Доганхисар нараства на 157, от тях 105 са момчета и 52 са момичета. Две години по-късно броят им нараства – 110 момчета и 45 момичета. През учебната 1910 – 1911 г. в селото работят двама учители – К. Сотиров от Клепушна, Зъхненско, и М. Иванова от Одрин.

## Редовни събития
В миналото в Доганхисар на 15 август се е откривал ежегоден панаир, продължаващ три дни.

## Културни забележителности
В селото има паметник на капитан Петко войвода, издигнат на частен терен в двора на хотел „Сафари“ от собственика грък. Родната къща на революционера не се е запазила.

## Личности
Родени в Доганхисар
- Георги Калоянов (1892 – 1958), български революционер, деец на ВМОРО и ВТРО
- Даниил Ласков (1871 – 1922), български богослов и учител
- Иван Николов Топачаров (? – 1945), български военен деец, подпоручик, загинал през Втората световна война[20]
- Киро Челеков, български революционер, председател на революционния комитет на ВМОРО в Доганхисар от 1896 година, председател на околийския комитет на ВМОРО от 1902 година пак в Доганхисар[21]
- Коста Митев Саракостов – Адмирала (1882 – 1953), български революционер[22]
- Мара Михайлова (1900 – 1989), българска писателка, фолклористка, журналистка
- Митрю Аркумарев (? – 1944), български революционер, деец на ВМОРО
- Петко Бобев (? – 1916), български революционер, деец на ВМОРО
- Петко войвода (1844 – 1900), български хайдутин и революционер
- Стоян Калоянов (1873 – 1954), български революционер от Доганхисар, деец на ВМОРО
- Тодор Стамов Георгиев (8 октомври 1916 - ?), завършил в 1942 година земеделие в Софийския университет[23]